# 英属背风群岛国徽

英属背风群岛国徽（1871-1956）

英属背风群岛国徽在历史上有过三个。第一个是1871-1909时期，其徽章为英属背风群岛国旗里所用。由菠萝，英国国徽，船只等组成，圆形。图展示的是1909-1940年时期，蓝白波纹象征着加勒比海，盾上有六个小盾。左上为安提瓜，右上为多米尼克，左下为蒙特塞拉特，右下为英属维尔京群岛。中间被放在一起的是聖克里斯多福-尼維斯-安圭拉。然而随着1940年多米尼克划入英属向风群岛，盾徽上的六个小盾减为五个。代表安提瓜的小盾即移至上方的中间位置。菠萝在三个不同时代的国徽中均有出现，据说是象征时任总督本杰明·派恩和他的家人们，因为他的姓氏（Pine）与菠萝（pineapple）的字头相同（pine）。